# Psianka koralowa
Psianka koralowa (Solanum pseudocapsicum L.) – gatunek rośliny z rodziny psiankowatych. W Polsce jest uprawiany jako roślina doniczkowa.

## Zastosowanie
Roślina ozdobna uprawiana w doniczkach. W Polsce występują głównie dwie odmiany: 'New Patterson' – o owocach pomarańczowoczerwonych i 'Goldball' – o owocach dość dużych, kulistych i złotożółtych. Roślina trująca – zjadanie owoców może spowodować zaburzenia żołądkowe.
Podlewanie : w okresie wegetacji 2 razy w tygodniu, zimą co 2 tygodnie.

Nawożenie: co 2 tygodnie nawozem płynnym do roślin zielonych.